# Tupamaros
Tupamaros (Movimiento de Liberacíon Nacional, MLN) politička je stranka u Urugvaju. 
Ime Tupamaros dolazi od revolucionara Túpaca Amarua II., koji je predvodio ustanak Inka protiv španjolske kolonijalne vlasti 1780.
Tupamaros je prvo bila gerislka formacija, osnovana 1963. u znak protesta protiv korumpirane urugvajske vlasti i protiv miješanja SAD-a u politiku regije. Poslije demokratizacije Urugvaja 1980-ih godina, Tupamaros je reorganiziran u jednu političku stranku, koja je bila legalizirana 1989.
José Mujica, bivši predsjednik Urugvaja, bio je jedan od vođa gradske gerile Tupamaros.

## Vanjske poveznice
- (šp.) Tupamaros - službene stranice stranke